# Andy Razaf
Andy Razaf, född som Andriamanantena Paul Razafinkarefo den 16 december 1895 i Washington DC, USA, död den 3 februari 1973 i Hollywood, var en amerikansk poet, kompositör och textförfattare. Bland kända sånger han skrivit texten till märks "Ain't Misbehavin'", "Honeysuckle Rose", "Gee, Baby, Ain't I Good to You", "Keepin' Out of Mischief Now", "Memories of You" och "In the Mood". Han arbetade tillsammans med bland andra Fats Waller och Lionel Hampton.